# Seasick Steve
Steven Gene Wold, známý jako Seasick Steve (* 1951) je americký hudebník. Na kytaru začal hrát už v dětství, přibližně ve třinácti letech utekl z domova a jezdil po USA jako tulák. V šedesátých letech začal spolupracovat s různými hudebníky jako nahrávací technik. Své první album Cheap vydal až v roce 2004, mezinárodně známým se stal díky účinkování v pořadu Joolse Hollanda v televizi BBC v lednu 2007, díky čemuž později vydal album u Warner Bros. Records (dříve vydával u menších firem) a vystoupil na několika světových festivalech, jako je například Glastonbury. Hraje převážně na speciálně upravené kytary. Je také hudebním producentem, produkoval například alba skupiny Modest Mouse. V roce 2010 byl nominován na cenu BRIT Awards. Jako host se objevil i pořadu Top Gear. Často vystupuje pouze s bubeníkem Danem Magnussonem, občasně s ním vystupuje také baskytarista John Paul Jones, dřívější člen rockové skupiny Led Zeppelin.

## Diskografie
Studiová alba
- Cheap (2004)
- Dog House Music (2006)
- I Started Out with Nothin and I Still Got Most of It Left (2008)
- Man from Another Time (2009)
- You Can't Teach an Old Dog New Tricks (2011)
- Hubcap Music (2013)
- Sonic Soul Surfer (2015)
- Keepin' the Horse Between Me and the Ground (2016)
- Can U Cook? (2018)
- Love and Peace (2020)

Kompilace
- Songs for Elisabet (2010)
- Walkin' Man: The Very Best of Seasick Steve (2011)[1]